# Danh sách tập phim Fairy Tail (mùa 3)
Đây là danh sách tập phim anime Fairy Tail mùa 3 của đạo diễn Ishihira Shinji, sản xuất bởi A-1 Pictures và Satelight.
Mùa này bắt đầu phát sóng từ 4 tháng 4 đến 8 tháng 10 năm 2011 trên TV Tokyo. 7 DVD mỗi đĩa gồm 4 tập phim được Pony Canyon phát hành từ 3 tháng 8 năm 2011 đến 1 tháng 2 năm 2012.
Mùa này sử dụng 6 bài hát chủ đề: 3 bài mở đầu và 3 bài kết thúc. "Evidence" do Daisy x Daisy thể hiện được sử dụng từ đầu đến tập 84, "The Rock City Boy" thể hiện bởi Jamil sử dụng từ tập 85 đến tập 98, và "Towa no Kizuna" (永久のキズナ "Everlasting Bond") thể hiện bởi Daisy x Daisy. Các bài hát kết thúc gồm "Hitori Samishiku" (ひとりさみしく "Lonely Person") do ShaNa thể hiện, "Don't Think. Feel!!!" do Idoling!!! thể hiện, và "Kono Te Nobashite" (この手伸ばして "Reach Out This Hand") do Hi-Fi Camp thể hiện.

## Danh sách tập
| TT. | Tiêu đề | Ngày phát hành gốc  | Ngày phát hành tiếng Việt |
| --- | --- | ------------------- | ------------------------- |
| 73 | "Hoa anh đào cầu vồng" Chuyển ngữ: "Niji no Sakura" (tiếng Nhật: 虹の桜)                                                        | 4 tháng 4 năm 2011  | 19 tháng 11 năm 2015      |
| 74 | "Nhiệm vụ quan trọng đầu tiên của Wendy" Chuyển ngữ: "Wendi, Hajimete no Ōshigoto!?" (tiếng Nhật: ウェンディ､ 初めての大仕事!?) | 11 tháng 4 năm 2011 | 23 tháng 11 năm 2015      |
| 75 | "Cuộc đua 24 giờ sự kiên trì tuyệt đối" Chuyển ngữ: "Nijūyo Jikantaikyū Rōdo Resu" (tiếng Nhật: 24時間耐久ロードレース)         | 16 tháng 4 năm 2011 | 24 tháng 11 năm 2015      |
| 76 | "Gildarts" Chuyển ngữ: "Girudātsu" (tiếng Nhật: ギルダーツ)                                                                     | 23 tháng 4 năm 2011 | 25 tháng 11 năm 2015      |
| 77 | "Trái đất" Chuyển ngữ: "Āsurando" (tiếng Nhật: アースランド)                                                                    | 30 tháng 4 năm 2011 | 26 tháng 11 năm 2015      |
| 78 | "Edolas" Chuyển ngữ: "Edorasu" (tiếng Nhật: エドラス)                                                                           | 7 tháng 5 năm 2011  | 30 tháng 11 năm 2015      |
| 79 | "Thợ săn Fairy" Chuyển ngữ: "Yōsei Gari" (tiếng Nhật: 妖精狩り)                                                                 | 14 tháng 5 năm 2011 | 1 tháng 12 năm 2015       |
| 80 | "Chìa khóa của hy vọng" Chuyển ngữ: "Kibō no Kagi" (tiếng Nhật: 希望の鍵)                                                       | 21 tháng 5 năm 2011 | 2 tháng 12 năm 2015       |
| 81 | "Cầu lửa" Chuyển ngữ: "Faiabōru" (tiếng Nhật: ファイアボール)                                                                   | 28 tháng 5 năm 2011 | 3 tháng 12 năm 2015       |
| 82 | "Mừng các vị đã trở về" Chuyển ngữ: "Okaerinasaimase" (tiếng Nhật: おかえりなさいませ)                                          | 4 tháng 6 năm 2011  | 7 tháng 12 năm 2015       |
| 83 | "Extalia" Chuyển ngữ: "Ekusutaria" (tiếng Nhật: エクスタリア)                                                                   | 11 tháng 6 năm 2011 | 8 tháng 12 năm 2015       |
| 84 | "Bay lên cùng với bạn bè" Chuyển ngữ: "Tobe! Tomo no Moto ni!" (tiếng Nhật: 飛べ! 友のもとに!)                                  | 18 tháng 6 năm 2011 | 9 tháng 12 năm 2015       |
| Sau khi nghe về nhiệm vụ của mình, Happy và Carla chạy trốn khỏi Extalia và gặp hai nhân vật mèo bí ẩn, Lucky và Marl, quả trứng của họ trước đó đã bị nữ hoàng lấy đi để sử dụng trong Công cuộc tiêu diệt Sát Long Nhân. Mặc dù bị dao động bởi những gì Happy và Carla nghĩ rằng mình đã làm, họ vẫn quyết tâm cứu bạn bè mình. | |                     |                           |
| 85 | "Mã ETD" Chuyển ngữ: "Kōdo Ītīdī" (tiếng Nhật: コードETD)                                                                       | 25 tháng 6 năm 2011 | 10 tháng 12 năm 2015      |
| 86 | "Erza đấu với Erza" Chuyển ngữ: "Erza vs. Erza" (エルザ vs. エルザ)                                                             | 2 tháng 7 năm 2011  | 14 tháng 12 năm 2015      |
| 87 | "Tất cả đều là sinh mạng" Chuyển ngữ: "Inochi Darō ga!!!!" (命だろーが!!!!)                                                     | 9 tháng 7 năm 2011  | 15 tháng 12 năm 2015      |
| 88 | "Dòng sông ngân hà chảy bằng niềm kiêu hãnh" Chuyển ngữ: "Hoshi no Taiga wa Hokori no Tame ni" (星の大河は誇りの為に)           | 16 tháng 7 năm 2011 | 16 tháng 12 năm 2015      |
| 89 | "Cái kết của long tỏa pháo" Chuyển ngữ: "Shūen no Ryūsahō" (終焉の竜鎖砲)                                                       | 23 tháng 7 năm 2011 | 17 tháng 12 năm 2015      |
| 90 | "Cậu Bé Ngày Xưa Ấy" Chuyển ngữ: "Ano Toki no Shōnen" (あの時の少年)                                                            | 30 tháng 7 năm 2011 | 21 tháng 12 năm 2015      |
| 91 | "Giác Quan Của Rồng" Chuyển ngữ: "DRAGON SENSE"                                                                                 | 6 tháng 8 năm 2011  | 22 tháng 12 năm 2015      |
| 92 | "Những Người Đang Sống" Chuyển ngữ: "Ikiru Monotachi yo" (生きる者たちよ)                                                       | 13 tháng 8 năm 2011 | 23 tháng 12 năm 2015      |
| 93 | "Ta Đang Đứng Ở Đây Nè" Chuyển ngữ: "Ore wa Koko ni Tatteiru" (オレはここに立っている)                                          | 20 tháng 8 năm 2011 | 24 tháng 12 năm 2015      |
| 94 | "Tạm biệt Edolas" Chuyển ngữ: "Baibai, Edorasu" (バイバイ エドラス)                                                             | 27 tháng 8 năm 2011 | 28 tháng 12 năm 2015      |
| 95 | "Lisanna" Chuyển ngữ: "Risāna" (リサーナ)                                                                                       | 3 tháng 9 năm 2011  | 29 tháng 12 năm 2015      |
| 96 | "Người xóa bỏ sinh mệnh" Chuyển ngữ: "Inochi o Kesumono" (生命（いのち）を消す者)                                               | 10 tháng 9 năm 2011 | 30 tháng 12 năm 2015      |
| 97 | "Đồng đội tốt" Chuyển ngữ: "Besuto Pātonā" (ベストパートナー)                                                                   | 17 tháng 9 năm 2011 | 31 tháng 12 năm 2015      |
| 98 | "Ai là người may mắn" Chuyển ngữ: "Un ga ii no wa Dare?" (運がいいのは誰?)                                                      | 24 tháng 9 năm 2011 | 4 tháng 1 năm 2016        |
| 99 | "Natsu đấu với Gildarts" Chuyển ngữ: "Natsu vs. Girudātsu" (ナツ vs. ギルダーツ)                                                | 1 tháng 10 năm 2011 | 5 tháng 1 năm 2016        |
| 100 | "Mest" Chuyển ngữ: "Mesuto" (メスト)                                                                                            | 8 tháng 10 năm 2011 | 6 tháng 1 năm 2016        |